# 520 Pike Tower
520 Pike Street (ook Sixth & Pike Building) is een kantoorgebouw in het centrum van Seattle. Het gebouw telt 29 verdiepingen en is 109,73 meter hoog. Daarmee is 520 Pike Street het op 30 na hoogste gebouw van Seattle. De bouw werd voltooid in 1983, maar het kantoorgebouw werd in 2000 gerenoveerd. 520 Pike Street is in de moderne stijl gebouwd en heeft een verhuurbare vloeroppervlakte van ongeveer 36.850 m². Het kantoorgebouw beschikt ook over een parkeergarage en een eigen gehoorzaal.
520 Pike Street werd op 5 december 2004 gekocht door Tishman Speyer en was onderdeel van een deal, die bestond uit nog elf andere gebouwen, ter waarde van 1,852 miljard Amerikaanse dollar.
Het gebouw is gemaakt van staal en heeft een buitenkant van beton en glas. 520 Pike Street heeft een gouden LEED-certificaat en kreeg in 2008 en 2011 een Engergy Star.

## Zie ook

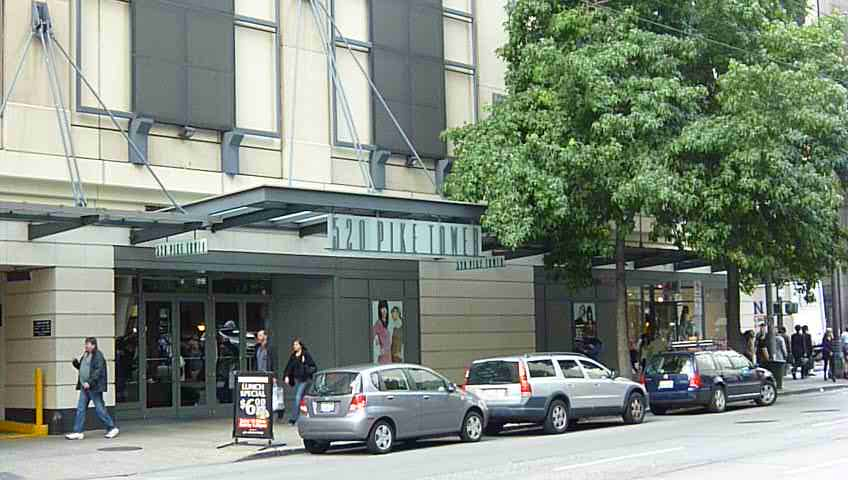
Ingang